# Эпилог (альбом)
«Эпилог» — десятый и последний альбом «Агаты Кристи», впервые поступивший в продажу на фестивале «Нашествие» 10 июля в Большом Завидове.

## Об альбоме
Запись альбома велась в двух студиях — Рига (Wolk Recording Studios) — ударные, сведение, мастеринг и в Москве (Первая Студия Звукозаписи) - гитары, клавишные, вокал. Официальный релиз состоялся 19 июля. Имеет в своём составе двенадцать композиций, которые исполнялись на концертах.
Этот альбом был представлен группой на масштабном одноимённом гастрольном туре 2009 года, ставшем прощальным в её творчестве. Премьера состоялась намного раньше — 8 ноября 2008 года в клубе Б1 Максимум.
В состав издания входит 16-страничный буклет с редкими фотографиями и текстами песен, на развороте буклета — мини-постер Александра Козлова — первого клавишника и одного из создателей группы. К альбому также прилагается DVD-диск с документальным фильмом о группе, который включает редкие интервью, записи с концертов и фрагменты из жизни. Это первый и единственный DVD за всю историю группы.
В 2014 году в честь 25-летия группы компания «Бомба-мьюзик» выпустила «Полное собрание сочинений» в нескольких томах, тем самым переиздав ограниченным тиражом всю дискографию группы, включая этот альбом. Производство дисков велось в Германии. Альбомы были напечатаны на 180-граммовом виниле чёрного цвета.

## Список композиций
| Трек | Название          | Длительность | Автор          |
| ---- | ----------------- | ------------ | -------------- |
| 1    | Эпилог            | 5:25         | Вадим Самойлов |
| 2    | Письмо            | 5:17         | Глеб Самойлов  |
| 3    | Небытие           | 3:42         | Вадим Самойлов |
| 4    | Подвиг            | 3:01         | Глеб Самойлов  |
| 5    | Пароль            | 4:01         | Вадим Самойлов |
| 6    | В такси           | 2:52         | Глеб Самойлов  |
| 7    | Алхимик           | 3:10         | Вадим Самойлов |
| 8    | Билеты проданы    | 3:44         | Глеб Самойлов  |
| 9    | Разные люди       | 3:05         | Вадим Самойлов |
| 10   | Последнее желание | 2:59         | Глеб Самойлов  |
| 11   | Сердцебиение      | 4:18         | Вадим Самойлов |
| 12   | Дорога            | 4:26         | Глеб Самойлов  |

## DVD «Эпилог»

### Технический персонал
- Автор, продюсер — Алексей Остудин
- Режиссёр — Никита Снегов
- Операторы — Николай Сергеев, Андрей Семенюк, Андрей Рязанов, Никита Петриченко
- Техническое обеспечение — Николай Сергеев
- Монтаж — Сергей Васильев
- Ассистент — Елена Кузнецова

## Участники записи
- Вадим Самойлов — вокал, лидер- и акустические гитары
- Глеб Самойлов — вокал, гитары
- Константин Бекрев — клавишные, клавишный бас, бас-гитара
- Роман Баранюк — ударные

## Технический персонал
- Александр Волк — звукорежиссёр
- Игорь Волк — Инженер
- Wolk Recording Studios, Riga — ударные, сведение, мастеринг
- Первая Студия Звукозаписи, Москва — гитары, клавишные, вокал
- Дизайнер — Нина Радченко
- Фотографы — Елена Азанова, Светлана Забелина, Александр Мец, Павел Максаков